# Camptown
Camptown – jednostka osadnicza w Stanach Zjednoczonych, w stanie Wirginia, w hrabstwie Isle of Wight.